# حكاية لوسي غولت
قصة لوسي غولت (بالإنجليزية: The Story of Lucy Gault)‏ هي روایة كتبها ولیام تریفور عام 2002 .یقسم الكتاب إلى ثلاثة فصول: مرحلة الطفولة، ومنتصف العمر، ومرحلة متأخرة من العمر، لهذه الفتاة لوسي. تدور احداث هذه القصة في ایرلندا، خلال فترة الانتقال إلى القرن الواحد والعشرین. ویتبع ذلك، البطلة لوسي واتصالاتها المباشرة. أدرج الكتاب في قائمة المرشحین لجائزتي (بوكر ووایتبرید) عام 2002.
ملخص أحداث القصة
تبدأ القصة أحداثها مع لوسي في إحدى اللیالي عام 1921 .وهي الطفلة الوحیدة المالكة للأراضي الأنجلو - ایرلندیة على ساحل مقاطعة كورك. تبدأ هذه القصة خلال الحرب الاستقلالیة الایرلندیة، عندما قبض على ملاك الأراضي البروتستانت الموالیین في معركة بین الجیش الأحمر الایرلندي والجیش البریطاني الذین أحرقت منازلهم المكان خاضع للقانون العرفي، والكابتن غولت منزعج بسبب الشبان الحارقین من القریة القریبة. فقد قام باطلاق طلقة تحذیریة من بندقیته القدیمة. وبدافع الخوف، تخطط العائلة للانتقال إلى إنجلترا. لم تكن لوسي تعلم لماذا ترغب عائلتها في الرحیل وتشتاق إلى المنزل الذي كانت تحافظ علیه من البحر. وفي عشیة رحیلهم، اختبأت لوسي فی الغابة. وبسبب سلسلة الاحداث التي حدثت، ادت إلى اعتقاد والدیها انها غرقت في البحر.
وبحلول الوقت الذي اكتشفت فیه، كانا والدیها قد رحلا. وبهذا تكون قد حصلت على ما تمنته، وهو العیش في المنزل. وان یعتنى بهامن قبل خدم المنزل، والذین قد تحولوا إلى وصیین على المزارعین. تعیش لوسي حیاة وحیدة جدا، بین قراءة الكتب وتربیة النحل.وتشعر بالندم الشدید لهروبها، وبالتالي هي تستحق وحدتها هذه. في حین ظهور شخصیة أخرى. وهو رالف، الذي یحاول تخلیصها من حیاتها هذه، فتشعر وكأنها لا تستطیع السماح له ان یحبها، دون الحصول على العفو من والدیها. یعود والدها بعد الحرب العاملیة الثانیة، بعد ان امضى سنواته الاخیرة في ایطالیا وسویسرا، بعد فوات الاوان لانقاذ سعادتها. ویستقروا في عشرة غیر مریحة مع الكثیر من عدم الكلام.
بعد ان فقدت لوسي حب حیاتها، فهي تشكل میثاق مع الشخص الذي قد اصیب من قبل والدها. وتمضي الكثیر من السنین في زیارة الملجأ الذي یوجد فیه الشخص في حالة من الارتباك والصمت. أصبحت لوسي ترى الناس بعد تقدمها في العمر یحملون الهواتف إلى آذانهم ویسمعون على الشبكة اللاسلكیة عن الإنترنت. وتتساءل في داخلها، ما هو هذا؟